# Dove sei (Giorgia)
Dove sei è il quarto singolo della cantante pop italiana Giorgia, estratto dall'album Dietro le apparenze, in rotazione radiofonica dal 10 febbraio 2012 per l'etichetta discografica Dischi di cioccolata e distribuito dalla Sony.

## Il brano
Il brano, contenuto nell'ottavo album di inediti dell'artista, Dietro le apparenze, è stato scritto e da Emanuel Lo, ballerino, musicista e compagno della cantante romana (con la quale aveva già collaborato in precedenti album). Dove sei è una ballata Pop-Soul struggente, dedicata a una relazione oramai finita, ma piena di ricordi.

## Il video
Il 28 febbraio 2012 Giorgia lancia il nuovo video del singolo Dove sei. Il brano è il quarto singolo ufficiale estratto dall'album Dietro le apparenze, pubblicato in anteprima su Speciale Musica di Video Mediaset. Il pezzo è stato scritto e composto dal compagno della cantautrice romana, Emanuel Lo che per l'occasione ha diretto anche il video.

## Tracce
Download digitale
1. Dove sei – 3:22 – (Emanuel Lo)